# Bevinahalli, Mandya
Bevinahalli là một làng thuộc tehsil Mandya, huyện Mandya, bang Karnataka, Ấn Độ.